# Pablo Ricardi
Pablo Ricardi est un joueur d'échecs argentin né le 25 février 1962 à Buenos Aires.
Au 1er juillet 2019, il est le 16e joueur argentin avec un classement Elo de 2 475 points.

## Biographie et carrière
Pablo Ricardi obtint le titre de grand maître international en 1985.
En 1987, il remporta le championnat panaméricain d'échecs à La Paz en Bolivie.
Dans les années 1990, il remporta le championnat d'Argentine d'échecs à cinq reprises : en 1994, 1995, 1996, 1998 et 1999).
Lors du Championnat du monde de la Fédération internationale des échecs 1999 à Las Vegas, il fut éliminé au premier tour par Jonathan Speelman.
Ricardi a représenté l'Argentine lors de onze olympiades de 1984 à 2006, son meilleur résultat étant une septième place au deuxième échiquier lors de l'Olympiade d'échecs de 1996 avec 8 points sur 12.